# Чамплонг Мартињон (Долина Аосте)
Чамплонг Мартињон је насеље у Италији у округу Долина Аосте, региону Долина Аосте.
Према процени из 2011. у насељу је живело 13 становника. Насеље се налази на надморској висини од 811 м.